# Myodocarpaceae
Myodocarpaceae — родина рослин, що включає два роди: Delarbrea, Myodocarpus. Родина прийнята за системою APG II та APG III. У попередніх системах ці два роди були включені до Аралієвих. Центром різноманітності є Нова Каледонія.